# 全民义务植树运动
全民义务植树运动是指中华人民共和国政府在1980年代制定的一项旨在推广种树以提高绿化覆盖面积的政策。

## 历史
1979年2月23日，第五届全国人大常委会第六次会议经表决，宣布将每年的3月12日定为中华人民共和国的植树节，以此政策“鼓励全国各族人民植树造林，绿化祖国，改善环境，造福子孙后代”。
根据邓小平的倡议，1981年12月第五届全国人大第四次会议上《关于开展全民义务植树运动的决议》审议通过。决议内容制定方案：在条件具备的地区，年满11岁的中华人民共和国公民，除老弱病残者外，因地制宜，每人每年义务植树3至5棵，或者完成相应劳动量的育苗、管护和其他绿化任务。号召全国各族人民“人人动手，每年植树，愚公移山，坚持不懈”。
1982年3月12日的植树节，邓小平在北京市玉泉山上种下义务植树运动的第一棵树，以宣传推广植树运动。
1984年9月，第六届全国人大常委会第七次会议通过修改的《中华人民共和国森林法》总则规定“植树造林、保护森林是公民应尽的义务”，将植树纳入法律范畴。
2002年3月12日，全国绿化委员会印发《关于进一步推进全民义务植树运动加快国土绿化进程的意见》。

## 活动
每年的植树节，中华人民共和国各级政府都会组织公务员和政府工作人员参与植树活动，一些企业和学校在政府的组织下也会参与植树活动。在有山岭或山丘的地区，植树活动或会在山上举行。而在城市地区，植树活动可能会在已经规划好即将作为绿化区域的地方开展，在活动进行的同时完成绿化工作。

## 成效
2009年据全国绿化委员会办公室统计，从全民义务植树运动开展至2008年底，全中国共有115.2亿人次参加义务植树活动，累计种植538.5亿株树木。
而現在由於中國科技業的發達，如螞蟻森林等植樹計畫更好地發揮了義務植樹的精神與概念，打破過去流於形式的植樹方式，現在由全民參與各種形式的植樹活動及綠化活動，如減碳生活等，再交由專業團隊種植。2019年美國太空總署由衛星觀測研究，證實了中國的植樹計畫讓地球比20年前更綠化。

## 植樹節爭議
過去从成效而言，运动对绿化率扩大的确起到了一定的作用。但进入2000年代時，植树节逐渐流于形式。2010年，中國林業新聞網專題報導指稱，植树节当天的活动有时或会成为政府单位和明星的宣传推广。大多由政府领导参与的植树活动，都是事先就将树种下去，然后植树节当天领导用铁锹铲上几堆土浇水了事。植树节过后种下的树木无人打理以致枯死的不在少数。2009年，千龍網建議，全民义务植树运动本来就不应该只限制于植树节当天，这样的限制让全民义务植树运动形式化。